# Unterhammer (Geroldsgrün)
Unterhammer (auch Keyßerhammer genannt) ist ein Gemeindeteil von Geroldsgrün im Landkreis Hof (Oberfranken, Bayern). Unterhammer liegt in der Gemarkung Geroldsgrün.

## Geografie
Der Weiler bildet mit Oberhammer im Osten eine geschlossene Siedlung. Diese liegt an der Ölsnitz. Die Staatsstraße 2198 verläuft entlang der Ölsnitz nach Geroldsgrün (0,8 km südöstlich) bzw. nach Untersteinbach (0,4 km westlich). Die Kreisstraße HO 31 führt nach Steinbach bei Geroldsgrün (1,3 km nördlich).

## Geschichte
Ab 1523 war der Hammer in Besitz der Familie Keyßer. Dementsprechend wurde das Hammerwerk mit Hochofen genannt. Letzter Nachkomme war der Missionar Christian Keyßer (1877–1961). Unterhammer gehörte zur Realgemeinde Geroldsgrün. Gegen Ende des 18. Jahrhunderts gab es in Unterhammer ein Anwesen. Das Hochgericht sowie die Grundherrschaft über den Hammer hatte das bayreuthische Kasten- und Richteramt Lichtenberg.
Von 1797 bis 1808 unterstand der Ort dem Justiz- und Kammeramt Naila. Mit dem Gemeindeedikt wurde Unterhammer dem 1812 gebildeten Steuerdistrikt Geroldsgrün und der zugleich gebildeten Ruralgemeinde Geroldsgrün zugewiesen.

### Einwohnerentwicklung
| Jahr      | 001819 | 001861 | 001871 | 001885 | 001900 | 001925 | 001950 | 001961 | 001970 | 001987 |
| Einwohner | *      | *      | 3      | 17     | 18     | 29     | 88     | 47     | 24     | *      |
| Häuser    |        |        |        | 1      | 2      | 2      | 8      | 5      |        | *      |
| Quelle    | [ 6 ]  | [ 9 ]  | [ 10 ] | [ 11 ] | [ 12 ] | [ 13 ] | [ 14 ] | [ 15 ] | [ 16 ] | [ 17 ] |

## Religion
Der Ort ist seit der Reformation evangelisch-lutherisch geprägt und bis heute nach St. Jakob (Geroldsgrün) gepfarrt.